# Чемпионат мира по трековым велогонкам 1927
Чемпионат мира по трековым велогонкам 1927 года прошёл раздельно: соревнования по спринту прошли с 17 по 20 июля в Кёльне, а соревнования по гонке за лидером — с 22 по 24 июля в Эльберфельде (оба — Германское государство).

## Общий медальный зачёт
| Место | Страна    | Золото | Серебро | Бронза | Всего |
| ----- | --------- | ------ | ------- | ------ | ----- |
| 1     | Германия  | 1      | 1       | 2      | 4     |
| 2     | Франция   | 1      | 0       | 1      | 2     |
| 3     | Бельгия   | 1      | 0       | 0      | 1     |
| 4     | Дания     | 0      | 1       | 0      | 1     |
| 4     | Швейцария | 0      | 1       | 0      | 1     |
| Всего | Всего     | 3      | 3       | 3      | 9     |

## Медалисты
| Дисциплина                            | Золото                            | Серебро                                 | Бронза                                |
| Спринт Профессионалы                  | Люсьен Мишар                      | Эрнст Кауфман                           | Люсьен Фошё                           |
| Гонка за лидером 100 км Профессионалы | Виктор Линар (лидер Артур Паскье) | Пауль Кревер (лидер Кристиан Юнггебурт) | Вальтер Завалль (лидер Эрнест Паскье) |
| Спринт Любители                       | Матиас Энгель                     | Вилли Фальк Хансен                      | Петер Штеффес                         |